# 忍び鎌
忍び鎌（しのびがま、しのびかま）とは、日本の暗器の一つ。忍鎌とも表記される。主に忍者が暗殺用として使用している。逆茂木の縄を切ったり、鳴子の縄を切ったりする。鎌は生活用具としての側面もある他、もっとも手に入りやすい農具で、所持していても疑われにくく、護身用武器としても使用された。忍び鎌は刃部分が折り畳み可能で仕込み杖の中に鎌を隠していたこともあった。わずか5寸の総鉄製小型鎌に分銅鎖を取り付けることもあり、通常は柄に鎖を巻き込んでおけば隠くすこともでき、いざという時に格闘用の小鎌としても鎖鎌としても使用していた。